# NGC 2212
NGC 2212 é uma galáxia espiral barrada (SB0-a) localizada na direcção da constelação de Canis Major. Possui uma declinação de -18° 31' 12" e uma ascensão recta de 6 horas, 18 minutos e 35,7 segundos.
A galáxia NGC 2212 foi descoberta em 1886 por Frank Leavenworth.